# Warren Lewis
Warren Hamilton Lewis (16 de junio de 1895 - 9 de abril de 1973) fue un historiador irlandés y oficial del Ejército británico, conocido por ser el hermano mayor del escritor y profesor irlandés C. S. Lewis. Warren Lewis fue oficial de suministros en el Royal Army Service Corps del ejército británico durante y después de la Primera Guerra Mundial. Después de jubilarse en 1932 para vivir con su hermano en Oxford, Inglaterra, fue uno de los miembros fundadores de los Inklings, una sociedad literaria informal de Oxford. Escribió sobre la historia de Francia y se desempeñó como secretario de su hermano durante los últimos años de la vida de C.S. Lewis.

## Primeros años
C.S. Lewis se refirió a su hermano mayor Warren ("Warnie") como "mi amigo más querido y cercano". Su amistad de por vida se formó cuando los niños jugaban juntos en su casa en las afueras de Belfast, escribiendo e ilustrando historias para su mundo de fantasía. En 1908, su  madre murió de cáncer y mientras su padre la lloraba, C.S. ("Jack") y Warren Lewis solo se tenían el uno al otro para consolarse y apoyarse. Poco después de la muerte de su madre, enviaron a Jack a través del Canal del Norte para unirse a Warren en un internado inglés llamado Wynyard en Watford, Hertfordshire, justo al noroeste de Londres, donde sufrieron bajo la dirección de un director duro y mentalmente enfermo llamado Robert Capron. Warren había sido llevado allí por su madre Flora el 10 de mayo de 1905. En 1909, Warren se transfirió a Malvern College en Worcestershire, donde también enviaron a su hermano unos años más tarde. Warren completó su educación en Malvern en 1913.

## Servicio militar
El 10 de septiembre de 1913, Warren Lewis comenzó a estudiar en privado con William T. Kirkpatrick durante cuatro meses como preparación para el examen de ingreso en el Royal Military College de Sandhurst. Terminó 22 de 201 candidatos, lo que le valió un premio de cadete, con el que ingresó al colegio el 4 de febrero de 1914. Esto le dio una reducción en las tarifas pagaderas por su asistencia. Se desmayó del Royal Military College, después de solo nueve meses de entrenamiento debido a la necesidad de la guerra; el curso normal de estudio fue de 18 meses a dos años. El 1 de octubre de 1914, fue comisionado como segundo teniente en el Royal Army Service Corps después de solo nueve meses de entrenamiento. Fue enviado a Francia el 4 de noviembre de 1914 para servir en el Tren de la 7a. División de la 4a Compañía en la Fuerza Expedicionaria Británica. Fue nombrado capitán temporal el 24 de septiembre de 1916. Después del final de la Primera Guerra Mundial, Warren ocupó puestos como en Bélgica 1919, Aldershot (noviembre de 1919), Sierra Leona (9 de marzo de 1921 al 23 de marzo de 1922), Colchester (4 de octubre de 1922 a diciembre de 1925), Woolwich (enero de 1925 hasta abril de 1927), y China (dos turnos de servicio, el primero comenzando el 11 de abril de 1927 en Kowloon, en el territorio británico de Hong Kong, luego en Shanghái, y finalizando en abril de 1930; el segundo comenzado el 9 de octubre de 1931 y finaliza el 14 de diciembre de 1932). Se retiró el 21 de diciembre de 1932 con el grado de capitán, tras 18 años de servicio activo. Se le concedió el rango temporal de mayor cuando fue llamado al servicio activo el 4 de septiembre de 1939.
Publicaciones
- Warren Lewis. Memoirs of the Lewis Family: 1850-1930. Impresión privada en 1933.
- W.H. Lewis. The Splendid Century: Some Aspects of French Life in the Reign of Louis XIV. Eyre & Spottiswoode. Londres. 1953.
- W.H. Lewis. The Sunset of the Splendid Century: The Life and Times of Louis Auguste de Bourbon, Duc de Maine, 1670-1736. Eyre & Spottiswoode. Londres. 1955.
- W.H. Lewis. Assault on Olympus: The Rise of the House of Gramont between 1604 and 1678. André Deutsch. Londres. 1958.
- W.H. Lewis. Louis XIV: An INformal Portrait. André Deutsch. Londres. 1959.
- W.H. Lewis. The Scandalous Regent: A Life of Philippe, Duc d'Orleans, 1674-1723, and of his family. André Deutsch. Londres. 1961.
- W.H. Lewis. Levantine Adventurer: The Travels and Missions of the Chevalier d'Arvieux, 1653-1697. André Deutsch. Londres. 1962.
- W.H. Lewis. Memoirs of the Duc de Saint-Simon. B.T. Batsford. Londres. 1964.
- W.H. Lewis. Letters of C. S. Lewis. Geoffrey Bles Ltd. Londres. 1966.